# Wybory parlamentarne w Hiszpanii w kwietniu 2019 roku
Wybory parlamentarne w Hiszpanii w kwietniu 2019 roku – przedterminowe wybory do Kongresu Deputowanych i Senatu, które odbyły się 28 kwietnia. Uprawnionych do głosowania było prawie 34,8 mln obywateli, którzy wybierali 350 posłów do Kongresu Deputowanych XIII kadencji i 208 z 266 senatorów.
W poprzednich wyborach parlamentarnych w 2016 roku sukces odniosła centroprawicowa Partia Ludowa (PP). Ponownie żadna z partii nie zdobyła większości parlamentarnej. Proces tworzenia rządu zakończył się w październiku 2016 roku, kiedy Mariano Rajoy przy wstrzymaniu się większości posłów PSOE otrzymał wotum zaufania dla swojego mniejszościowego rządu. Lecz w maju 2018 roku w związku z licznymi aferami korupcyjnymi z wieloma politykami PP, socjaliści pod wodzą Pedro Sáncheza wysunęli wniosek o wotum nieufności dla drugiego rządu Mariano Rajoya. Wniosek poparły: koalicja partii lewicowych pod wodzą Podemos oraz katalońscy i baskijscy nacjonaliści. 1 czerwca 2018 roku wniosek o wotum nieufności przeszedł stosunkiem 180 do 169 głosów i 1 głosu wstrzymującego. W konsekwencji Rajoy został odwołany z funkcji premiera, a następnego dnia szef PSOE Sanchez utworzył swój mniejszościowy rząd. W lutym 2019 roku partie opozycyjne oraz katalońscy nacjonaliści i galicyjska En Marea przegłosowały swój sprzeciw wobec projektowi budżetu na rok 2019 (stosunkiem głosów 158 za – 191 przeciw). W następstwie wyników głosowania Sanchez zwrócił się do Króla Filipa VI o rozwiązanie Kortezów i zarządzenie wyborów przedterminowych, co nastąpiło na mocy Dekretu Królewskiego z 4 marca 2019 r.

## Status grup parlamentarnych w momencie rozwiązania parlamentu
| Kongres Deputowanych | Kongres Deputowanych                           | Kongres Deputowanych |
| Grupa parlamentarna  | Grupa parlamentarna                            | Liczba posłów        |
| -------------------- | ---------------------------------------------- | -------------------- |
|                      | Grupa Ludowców w Kongresie (PP)                | 137                  |
|                      | Grupa Socjalistów (PSOE)                       | 84                   |
|                      | Konfederacyjna Grupa UP-ECP-Marea (Podemos+IU) | 67                   |
|                      | Grupa Obywateli (Ciudadanos)                   | 32                   |
|                      | Grupa Republikańskiej Lewicy (ERC)             | 9                    |
|                      | Baskijska Grupa PNV                            | 5                    |
|                      | Grupa mieszana                                 | 16                   |

| Senat               | Senat                                          | Senat            |
| Grupa parlamentarna | Grupa parlamentarna                            | Liczba senatorów |
| ------------------- | ---------------------------------------------- | ---------------- |
|                     | Grupa Ludowców w Senacie (PP)                  | 147              |
|                     | Grupa Socjalistów (PSOE)                       | 60               |
|                     | Grupa Podemos (Podemos)                        | 20               |
|                     | Grupa Republikańskiej Lewicy (ERC)             | 12               |
|                     | Baskijska Grupa PNV w Senacie                  | 6                |
|                     | Grupa Nacjonalistycznych Senatorów (PDeCAT+CC) | 6                |
|                     | Grupa mieszana                                 | 15               |

## Główne partie polityczne biorące udział w wyborach
| Partia lub koalicja | Partia lub koalicja | Lider | Lider            | Ideologia                                                                    |
| ------------------- | --- | ----- | ---------------- | ---------------------------------------------------------------------------- |
|                     | Partia Ludowa (PP) - Foro Asturias (FAC) |       | Pablo Casado     | Konserwatyzm Chrześcijańska demokracja                                       |
|                     | Hiszpańska Socjalistyczna Partia Robotnicza (PSOE) - Partia Socjalistów Katalonii (PSC)                                                                                    |       | Pedro Sánchez    | Socjaldemokracja                                                             |
|                     | Unidas Podemos - Podemos - Zjednoczona Lewica (IU) - Equo - En Comú Podem (ECP) - lewicowe partie aragońskie i Nawarry                                                     |       | Pablo Iglesias   | Socjalizm demokratyczny Demokracja bezpośrednia Lewicowy populizm            |
|                     | Obywatele – Partia Obywatelska (Ciudadanos) |       | Albert Rivera    | Liberalizm                                                                   |
|                     | Republikańska Lewica Katalonii – Suwerenni (ERC-Sobiranistes) - Republikańska Lewica Katalonii (ERC) - Suwerenni (Sobiranistes)                                            |       | Oriol Junqueras  | Dążenie do niepodległości Katalonii Socjaldemokracja Socjalizm demokratyczny |
|                     | Razem dla Katalonii – Razem (JxCat-Junts) - Europejska Partia Demokratyczna Katalonii (PDeCAT) - Wezwanie Narodowe dla Niepodległości (CNxR)                               |       | Jordi Sánchez    | Dążenie do niepodległości Katalonii Liberalizm                               |
|                     | Nacjonalistyczna Partia Basków (EAJ/PNV) |       | Aitor Esteban    | Baskijski nacjonalizm Chrześcijańska demokracja Konserwatywny liberalizm     |
|                     | Koalicja Kompromis (Compromís) - Walencki Blok Nacjonalistyczny (Bloc) - Walencka Inicjatywa Ludowa (IdPV) - Zieloni Equo (VerdsEquo)                                      |       | Joan Baldoví     | Walencki nacjonalizm Zielony socjalizm                                       |
|                     | Jedność Kraju Basków (EH Bildu) - Sortu - Solidarność Basków (EA) - Alternatywa (Alternatiba)                                                                              |       | Oskar Matute     | Dążenie do niepodległości Kraju Basków Socjalizm                             |
|                     | Koalicja Kanaryjska – Kanaryjska Partia Nacjonalistyczna (CC-PNC) - Koalicja Kanaryjska (CC) - Kanaryjska Partia Nacjonalistyczna (PNC) - Niezależna Grupa Herreńska (AHI) |       | Ana Oramas       | Regionalizm Kanaryjski nacjonalizm Centryzm                                  |
|                     | Vox |       | Santiago Abascal | Narodowy konserwatyzm Nacjonalizm Centralizacja państwa Prawicowy populizm   |

Unia Ludowa Nawarry, PP i Ciudadanos utworzyły koalicję Navarra Suma (NA+) na te wybory i wybory regionalne w maju. W Galicji En Marea postanowiła o wystawieniu osobnej od Unidas Podemos listy. Na Balearach utworzono koalicję partii Więcej dla Majorki (Mes), Więcej dla Minorki (MpM), Teraz Ibiza (Ara Eivissa) i ERC pod nazwą Veus Progressistes (Postępowe Głosy), w Senacie ta koalicja jest poszerzona o Podemos i Zjednoczoną Lewicę.

## Kampania

### Hasła wyborcze
| Partia lub koalicja | Partia lub koalicja | Oryginalne hasło                                                     | W tłumaczeniu na polski                                          |
| ------------------- | ------------------- | -------------------------------------------------------------------- | ---------------------------------------------------------------- |
|                     | PP                  | « Valor seguro »                                                     | „Bezpieczna wartość”                                             |
|                     | PSOE                | « La España que quieres / ❤ » « Haz que pase » « Estamos muy cerca » | „Hiszpania, którą chcesz / ❤” „Zrób to” „Jesteśmy bardzo blisko” |
|                     | Unidas Podemos      | « La historia la escribes tú »                                       | „Historia jest pisana przez ciebie”                              |
|                     | Ciudadanos          | « ¡Vamos Ciudadanos! »                                               | „Naprzód Obywatele”                                              |
|                     | ERC-Sobiranistes    | « Va de llibertat »                                                  | „Idziemy po wolność”                                             |
|                     | JxCat-Junts         | « Tu ets la nostra força. Tu ets la nostra veu »                     | „Jesteś naszą siłą. Jesteś naszym głosem”                        |
|                     | EAJ/PNV             | « Nos mueve Euskadi. Zurea, gurea »                                  | „Kraj Basków nas rozwija. Co twoje, to nasze”                    |
|                     | Compromís           | « Imparables »                                                       | „Niepokonani”                                                    |
|                     | EH Bildu            | « Erabaki. Para avanzar »                                            | „Zdecyduj. By uczynić postęp”                                    |
|                     | Vox                 | « Por España »                                                       | „Dla Hiszpanii”                                                  |

### Debaty przedwyborcze
| Data        | Organizator | Gospodarz(-e)             | O Obecny I Inny kandydat NZ Niezaproszony | O Obecny I Inny kandydat NZ Niezaproszony | O Obecny I Inny kandydat NZ Niezaproszony | O Obecny I Inny kandydat NZ Niezaproszony | O Obecny I Inny kandydat NZ Niezaproszony | O Obecny I Inny kandydat NZ Niezaproszony | O Obecny I Inny kandydat NZ Niezaproszony | O Obecny I Inny kandydat NZ Niezaproszony | O Obecny I Inny kandydat NZ Niezaproszony |    |    |       |
| Data        | Organizator | Gospodarz(-e)             | PP                                        | PSOE                                      | UP                                        | Cs                                        | ERC                                       | JxCat                                     | PNV                                       | Vox                                       | Przypisy                                  |    |    |       |
| ----------- | ----------- | ------------------------- | ----------------------------------------- | ----------------------------------------- | ----------------------------------------- | ----------------------------------------- | ----------------------------------------- | ----------------------------------------- | ----------------------------------------- | ----------------------------------------- | ----------------------------------------- | -- | -- | ----- |
| Data        | Organizator | Gospodarz(-e)             | 13 kwietnia                               | La Sexta                                  | Inaki Lopez                               | O Uriarte                                 | O M.J. Montero                            | O I. Montero                              | O Arrimadas                               | NZ                                        | NZ                                        | NZ | NZ | [ 7 ] |
| 16 kwietnia | RTVE        | Xabier Fortes             | I A. de Toledo                            | I M.J. Montero                            | I I. Montero                              | I Arrimadas                               | I Rufián                                  | NZ                                        | O Esteban                                 | NZ                                        | [ 8 ]                                     |    |    |       |
| 22 kwietnia | RTVE        | Xabier Fortes             | O Casado                                  | O Sánchez                                 | O Iglesias                                | O Rivera                                  | NZ                                        | NZ                                        | NZ                                        | NZ                                        | [ 9 ]                                     |    |    |       |
| 23 kwietnia | Atresmedia  | Ana Pastor Vicente Valles | O Casado                                  | O Sánchez                                 | O Iglesias                                | O Rivera                                  | NZ                                        | NZ                                        | NZ                                        | NZ                                        | [ 10 ]                                    |    |    |       |

## Wyniki i frekwencja

### Frekwencja
| Wspólnota autonomiczna                                       | 14:00  | 18:00  | Ostateczna |
| ------------------------------------------------------------ | ------ | ------ | ---------- |
| Andaluzja                                                    | 38.94% | 57.25% | 73.31%     |
| Aragonia                                                     | 44.65% | 62.32% | 77.62%     |
| Asturia                                                      | 40.15% | 58.67% | 73.35%     |
| Baleary                                                      | 38.1%  | 54.42% | 67.58%     |
| Ceuta (miasto autonomiczne)                                  | 30.47% | 48.84% | 63.97%     |
| Estremadura                                                  | 42.88% | 60.22% | 76.31%     |
| Galicja                                                      | 36.97% | 58.93% | 73.97%     |
| Kantabria                                                    | 43.12% | 63.64% | 78.09%     |
| Kastylia-La Mancha                                           | 42.71% | 62.35% | 78.02%     |
| Kastylia i León                                              | 41.8%  | 62.0%  | 78.24%     |
| Katalonia                                                    | 43.52% | 64.2%  | 77.58%     |
| Kraj Basków                                                  | 41.75% | 60.05% | 74.52%     |
| La Rioja                                                     | 44.76% | 61.62% | 78.11%     |
| Madryt                                                       | 43.61% | 65.11% | 79.75%     |
| Melilla (miasto autonomiczne)                                | 28.14% | 45.45% | 63.02%     |
| Murcja                                                       | 43.41% | 61.85% | 75.69%     |
| Nawarra                                                      | 43.79% | 60.97% | 76.29%     |
| Walencja                                                     | 45.87% | 61.67% | 76.34%     |
| Wyspy Kanaryjskie                                            | 30.72% | 51.0%  | 68.14%     |
| W całym kraju                                                | 41.49% | 60.76% | 75.75%     |
| Źródło: Avances de participación – Elecciones generales 2019 |        |        |            |

### Kongres Deputowanych
|                                   |                                                                          |               |               |               |         |         |
| Partie i koalicje                 | Partie i koalicje                                                        | Liczba głosów | Liczba głosów | Liczba głosów | Mandaty | Mandaty |
| Partie i koalicje                 | Partie i koalicje                                                        | Głosy         | %             | ±pp           | Suma    | +/−     |
|                                   | Hiszpańska Socjalistyczna Partia Robotnicza (PSOE)                       | 7,480,755     | 28.68         | +6.05         | 123     | +38     |
|                                   | Partia Ludowa (PP)                                                       | 4,356,023     | 16.70         | –15.87        | 66      | –69     |
|                                   | Obywatele – Partia Obywatelska (Cs)                                      | 4,136,600     | 15.86         | +2.68         | 57      | +25     |
|                                   | Unidas Podemos (Unidas Podemos)                                          | 3,732,929     | 14.31         | –5.40         | 42      | –24     |
| Unidas Podemos (Podemos–IU–eQuo)  | 3,118,191                                                                | 11.95         | –4.21         | 35            | –19     |         |
| En Comú Podem (ECP)               | 614,738                                                                  | 2.36          | –1.19         | 7             | –5      |         |
|                                   | Vox (Vox)                                                                | 2,677,173     | 10.26         | +10.06        | 24      | +24     |
|                                   | Republikańska Lewica Katalonii – Suwerenni (ERC–Sobiranistes)            | 1,019,558     | 3.91          | +1.28         | 15      | +6      |
|                                   | Razem dla Katalonii – Razem (JxCat–Junts)                                | 497,638       | 1.91          | –0.10         | 7       | –1      |
|                                   | Nacjonalistyczna Partia Basków (EAJ/PNV)                                 | 394,627       | 1.51          | +0.32         | 6       | +1      |
|                                   | Animalistyczna Partia Przeciwko Maltretacji Zwierząt (PACMA)             | 326,045       | 1.25          | +0.06         | 0       | ±0      |
|                                   | Jedność Kraju Basków (EH Bildu)                                          | 258,840       | 0.99          | +0.22         | 4       | +2      |
|                                   | Koalicja Kompromis: Bloc–IdPV–VerdsEquo (Compromís 2019)                 | 172,751       | 0.66          | New           | 1       | +1      |
|                                   | Koalicja Kanaryjska – Kanaryjska Partia Nacjonalistyczna (CCa–PNC)       | 137,196       | 0.53          | +0.20         | 2       | +1      |
|                                   | Wolny Lud–Jesteśmy Alternatywą–Piraci: Front Republika (Front Republicà) | 113,008       | 0.43          | New           | 0       | ±0      |
|                                   | Navarra Suma (NA+)                                                       | 107,124       | 0.41          | –0.12         | 2       | ±0      |
|                                   | Galicyjski Blok Nacjonalistyczny (BNG)                                   | 93,810        | 0.36          | +0.17         | 0       | ±0      |
|                                   | Regionalna Partia Kantabrii (PRC)                                        | 52,197        | 0.20          | New           | 1       | +1      |
|                                   | Pozostałe partie                                                         | 329,856       | 1.26          |               | 0       | ±0      |
| Głosy puste                       | Głosy puste                                                              | 199,511       | 0.76          | +0.02         |         |         |
|                                   |                                                                          |               |               |               |         |         |
| Suma                              | Suma                                                                     | 26,085,641    |               |               | 350     | ±0      |
|                                   |                                                                          |               |               |               |         |         |
| Głosy ważne                       | Głosy ważne                                                              | 26,085,641    | 98.96         | –0.11         |         |         |
| Głosy nieważne                    | Głosy nieważne                                                           | 275,410       | 1.04          | +0.11         |         |         |
| Frekwencja                        | Frekwencja                                                               | 26,361,051    | 75.75         | +9.27         |         |         |
| Absencja                          | Absencja                                                                 | 8,437,153     | 24.25         | –9.27         |         |         |
| Zarejestrowani wyborcy            | Zarejestrowani wyborcy                                                   | 34,799,107    |               |               |         |         |
|                                   |                                                                          |               |               |               |         |         |
| Źródło: Total nacional – Congreso |                                                                          |               |               |               |         |         |

### Senat
|                                                                    |                                                                    |                      |                      |                                   |      |
| Partie i koalicje                                                  | Partie i koalicje                                                  | Wybrani bezpośrednio | Wybrani bezpośrednio | Nominowani przez parl. regionalne | Suma |
| Partie i koalicje                                                  | Partie i koalicje                                                  | Mandaty              | +/−                  | Nominowani przez parl. regionalne | Suma |
|                                                                    | Hiszpańska Socjalistyczna Partia Robotnicza (PSOE)                 | 123                  | +81                  | 18                                | 141  |
| Hiszpańska Socjalistyczna Partia Robotnicza (PSOE)                 | 120                                                                | +78                  | 17                   | 137                               |      |
| Partia Socjalistów Katalonii (PSC)                                 | 3                                                                  | +3                   | 1                    | 4                                 |      |
|                                                                    | Partia Ludowa (PP)                                                 | 54                   | –73                  | 19                                | 73   |
| Partia Ludowa (PP)                                                 | 54                                                                 | –72                  | 19                   | 73                                |      |
| Foro Asturias (FAC)                                                | 0                                                                  | –1                   | 0                    | 0                                 |      |
|                                                                    | Unidas Podemos (Unidas Podemos)                                    | 0                    | –16                  | 6                                 | 6    |
| Unidas Podemos (Podemos–IU–eQuo)                                   | 0                                                                  | –12                  | 5                    | 5                                 |      |
| En Comú Podem (ECP)                                                | 0                                                                  | –4                   | 1                    | 1                                 |      |
|                                                                    | Republikańska Lewica Katalonii – Suwerenni (ERC–Sobiranistes)      | 11                   | +1                   | 2                                 | 13   |
|                                                                    | Obywatele – Partia Obywatelska (Cs)                                | 4                    | +4                   | 6                                 | 10   |
|                                                                    | Razem dla Katalonii – Razem (JxCat–Junts)                          | 2                    | ±0                   | 2                                 | 4    |
|                                                                    | Koalicja Kompromis (Compromís)                                     | 0                    | ±0                   | 1                                 | 1    |
|                                                                    | Nacjonalistyczna Partia Basków (EAJ/PNV)                           | 9                    | +4                   | 1                                 | 10   |
|                                                                    | Navarra Suma (NA+)                                                 | 3                    | +2                   | 0                                 | 3    |
|                                                                    | Jedność Kraju Basków (EH Bildu)                                    | 1                    | +1                   | 1                                 | 2    |
| Sortu (Sortu)                                                      | 1                                                                  | +1                   | 1                    | 2                                 |      |
| Solidarność Basków (EA)                                            | 0                                                                  | ±0                   | 0                    | 0                                 |      |
|                                                                    | Grupa Socjalistów Gomery (ASG)                                     | 1                    | ±0                   | 0                                 | 1    |
|                                                                    | Vox (Vox)                                                          | 0                    | ±0                   | 1                                 | 1    |
|                                                                    | Koalicja Kanaryjska – Kanaryjska Partia Nacjonalistyczna (CCa–PNC) | 0                    | –1                   | 1                                 | 1    |
| Koalicja Kanaryjska – Kanaryjska Partia Nacjonalistyczna (CCa-PNC) | 0                                                                  | ±0                   | 1                    | 1                                 |      |
| Niezależna Grupa Herreńska (AHI)                                   | 0                                                                  | –1                   | 0                    | 0                                 |      |
|                                                                    | Nueva Canarias (NCa)                                               | 0                    | –1                   | 0                                 | 0    |
|                                                                    | Partia Aragońska (PAR)                                             | 0                    | –2                   | 0                                 | 0    |
|                                                                    |                                                                    |                      |                      |                                   |      |
| Suma                                                               | Suma                                                               | 208                  | ±0                   | 58                                | 266  |
|                                                                    |                                                                    |                      |                      |                                   |      |
| Źródło: Total nacional – Senado                                    |                                                                    |                      |                      |                                   |      |

## Następstwo wyborów
Wybory zakończyły się zwycięstwem Hiszpańskiej Socjalistycznej Partii Robotniczej premiera Pedro Sáncheza. Było to pierwsze zwycięstwo tej partii od 2008 roku. PSOE wygrała w dużej większości okręgów wyborczych (prowincji) i w 14 na 17 wspólnot autonomicznych oraz w mieście autonomicznym Ceuta. Blok partii prawicowych PP-Cs-Vox zdobył tylko 42,9% głosów i 147 mandatów poselskich (149 uwzględniając liczbę posłów centroprawicowej koalicji Navarra Suma) w porównaniu do 165 miejsc i 43,0% głosów zdobytych w sumie przez PSOE i Unidas Podemos. PSOE Sáncheza była wskutek tego jedyną partią, która miała realne szanse na stworzenie rządu przy wsparciu mniejszych partii. Dodatkowo po raz pierwszy od 30 lat PSOE zdobyła większość mandatów w Senacie. Socjaliści odzyskali kontrolę nad Senatem po 23 latach dominacji senatorów centroprawicowej Partii Ludowej.
Poparcie wyborcze dla ludowców gwałtownie spadło i zaliczyło najgorszy wynik od powstania partii w 1989 roku. PP pozostała największą partią jedynie w 4 prowincjach: Ávili, Lugo, Ourense i Salamance oraz w mieście autonomicznym Melilla. Ludowcy nie wygrali jednak w żadnej wspólnocie autonomicznej, nawet w Galicji, gdzie prawica przegrała z socjalistami po raz pierwszy od odnowienia demokracji w II poł. lat 70. Partia Ludowa straciła w porównaniu z wyborami w 2016 roku ponad 3.5 miliona głosów. Według powyborczych analiz 1.4 mln wyborców PP z 2016 roku oddało tym razem swój głos na partię Obywatele Alberta Rivery, ponad 1.6 mln głosów padło na skrajnie prawicowy Vox, ok. 400 tys. wyborców nie poszło na wybory, a ok. 300 tys. oddało głos na socjalistów.
Po utracie ponad połowy mandatów w Kongresie, kierownictwo Partii Ludowej odwołało Javiera Maroto ze stanowiska szefa kampanii. Sam Maroto stracił swój mandat poselski z prowincji Álava na rzecz EH Bildu (proniepodległościowej lewicy) i po raz pierwszy do 1979 roku prawica nie uzyskała reprezentanta do Kongresu z tej prowincji. Pablo Casado, lider PP, którego przesunięcie partii na pozycje bardziej prawicowe, i budzące kontrowersje przywództwo zostało nazwane przez komentatorów, w świetle wyników wyborów, „samobójstwem”, odmówił rezygnacji i zamiast tego zaproponował powrót partii na pozycje bardziej centrowe. Zrobił to pod presją przywódców regionalnych struktur PP na miesiąc przed wyborami samorządowymi i do parlamentów regionalnych zaplanowanymi na 26 maja.
Skrajna prawica natomiast weszła do parlamentu po raz pierwszy do 40 lat, kiedy Blas Pinar, lider ultraprawicowej, faszystowskiej Unii Narodowej, zdobył mandat w Kongresie. Vox zostało pierwszą skrajnie prawicową partią w Hiszpanii, która uzyskała możliwość stworzenia swojej grupy parlamentarnej.
| Kandydat na premiera | Data głosowania                                        | Głosy          |     |    |    | Unidas Podemos |    |    | En Comú Podem (kataloński oddział Podemos) |   |   |   | En Común (galicyjski oddział Podemos) |   |   | Koalicja Kompromis |   | Suma    |
| --- | ------------------------------------------------------ | -------------- | --- | -- | -- | -------------- | -- | -- | ------------------------------------------ | - | - | - | ------------------------------------- | - | - | ------------------ | - | ------- |
| Pedro Sánchez | 23 lipca 2019 Potrzebna większość: Absolutna (176/350) | Za             | 123 |    |    |                |    |    |                                            |   |   |   |                                       |   |   |                    | 1 | 124/350 |
| Pedro Sánchez | 23 lipca 2019 Potrzebna większość: Absolutna (176/350) | Przeciw        |     | 66 | 57 | 1              | 24 | 14 |                                            | 4 |   |   |                                       | 2 | 2 |                    |   | 170/350 |
| Pedro Sánchez | 23 lipca 2019 Potrzebna większość: Absolutna (176/350) | Wstrzymało się |     |    |    | 32             |    |    | 7                                          |   | 6 | 4 | 2                                     |   |   | 1                  |   | 52/350  |
| Pedro Sánchez | 23 lipca 2019 Potrzebna większość: Absolutna (176/350) | Nieobecni      |     |    |    |                |    | 1  |                                            | 3 |   |   |                                       |   |   |                    |   | 4/350   |
| Pedro Sánchez |                                                        |                |     |    |    |                |    |    |                                            |   |   |   |                                       |   |   |                    |   |         |
| Pedro Sánchez | 25 lipca 2019 Potrzebna większość: Zwykła              | Za             | 123 |    |    |                |    |    |                                            |   |   |   |                                       |   |   |                    | 1 | 124/350 |
| Pedro Sánchez | 25 lipca 2019 Potrzebna większość: Zwykła              | Przeciw        |     | 66 | 57 |                | 24 |    |                                            | 4 |   |   |                                       | 2 | 2 |                    |   | 155/350 |
| Pedro Sánchez | 25 lipca 2019 Potrzebna większość: Zwykła              | Wstrzymało się |     |    |    | 33             |    | 14 | 7                                          |   | 6 | 4 | 2                                     |   |   | 1                  |   | 67/350  |
| Pedro Sánchez | 25 lipca 2019 Potrzebna większość: Zwykła              | Nieobecni      |     |    |    |                |    | 1  |                                            | 3 |   |   |                                       |   |   |                    |   | 4/350   |
| Źródło: |                                                        |                |     |    |    |                |    |    |                                            |   |   |   |                                       |   |   |                    |   |         |
| Czterej deputowani nie są obecni na głosowaniach ze względu na trwający wobec nich proces sądowy o zorganizowanie referendum niepodległościowego w Katalonii w roku 2017; są to: Oriol Junqueras (Republikańska Lewica Katalonii), Jordi Sánchez (Razem dla Katalonii), Josep Rull (Razem dla Katalonii) i Jordi Turull (Razem dla Katalonii) |                                                        |                |     |    |    |                |    |    |                                            |   |   |   |                                       |   |   |                    |   |         |